# Arhitektura zgodovinskih hiš v Maroku
Tradicionalne hiše v Maroku so običajno osredotočene na veliko notranje dvorišče, vast ad-dar in zanje je značilno, da se osredotočajo na notranjo dekoracijo in ne na zunanji videz. Hiše premožnih prebivalcev so imele dekoracijo, značilno za maroško arhitekturo in srednjeveško mavrsko arhitekturo, vključno z izrezljanim in poslikanim lesom, izrezljanim štukaturo in zellijem (mozaičnimi ploščicami). Središče večjih hiš je lahko zasedel tudi vrt riad (arabsko رياض), zlasti v krajih, kot je Marakeš, kjer je bilo na voljo več prostora.
Najstarejše ohranjene hiše in dvorci v današnjem Maroku so iz marinidskega obdobja (13. do 15. stoletje) ali naslednjega saadijskega obdobja (16. in zgodnje 17. stoletje), medtem ko se je večje število primerov ohranilo iz kasnejših stoletij. V okviru sodobnega turizma v Maroku so bile številne tradicionalne hiše spremenjene v hotele ali penzione, ki jih popularno imenujejo riadi.

## Splošne značilnosti
Tradicionalne maroške hiše lahko razdelimo v dve kategoriji: dar (arabsko دار) in rijad ali riad (arabsko رياض). Obe sta organizirani okoli osrednjega dvorišča ali terase, znane kot vast ad-dar (arabsko وسط الدار, dob. ''sredina hiše'')). Dar je običajno hiša, kjer je ta osrednji prostor tlakovan ali nezasajen, medtem ko je rijad hiša, kjer osrednji prostor zaseda predvsem vrt. V obeh primerih je osrednji prostor pogosto obdan z galerijo ali portikom. Te galerije imajo arkado vzdolž notranje strani (obrnjene proti središču dvorišča) in stene na zunanji strani, skozi katere se odcepijo drugi prostori in deli.
Hiše so osredotočene navznoter: tudi bogati dvorci so na zunaj običajno popolnoma neokrašeni, vsa dekoracija pa je skoncentrirana v notranjosti. Na zunanji strani je malo velikih oken, če sploh kakšna. Vhod, ki vodi na dvorišče, je običajno zavit ali posreden vhod, ki zunanjim osebam na ulici onemogoča pogled neposredno v hišo. Tako kot pri drugih tradicionalnih maroških strukturah notranja dekoracija vključuje izrezljane štukature, izklesan in pobarvan les ter ploščice zellij.
Osrednja terasa/dvorišče, vast ad-dar, je tako osrednji del hiše. Velikost in izdelava tega notranjega prostora sta kazala na status in bogastvo njegovih lastnikov, ne pa na zunanji videz hiše. V hiši riad je to dvorišče zasedeno z notranjim vrtom, pogosto zasajenim z drevesi. Vrtno dvorišče je običajno pravokotno in razdeljeno na štiri dele vzdolž osrednjih osi, z dvema ravnima potkama, ki se križata na sredini, kjer je običajno prisoten vodnjak. V Maroku so se riadi še posebej razširili v palačah in dvorci v Marakešu, kjer so zaradi kombinacije razpoložljivega prostora in toplega podnebja še posebej privlačni.
Tradicionalna maroška hišna arhitektura je prav tako podobna tisti v preostalih delih Magreba, na primer v Alžiriji in Tuniziji. Vendar je osmanski vpliv (od 16. stoletja naprej) bolj očiten v hišah mest, kot sta Alžir in Tunis. Razlike se povečajo tudi v primerjavi s tradicionalno hišno arhitekturo bolj vzhodno, v Kairu, Damasku in drugih mestih vzhodnega Sredozemlja.

## Izvori
Dvoriščne hiše, kot te v maroški arhitekturi, imajo zgodovinske predhodnike v hišah in vilah grško-rimskega sredozemskega sveta in celo prej na starodavnem Bližnjem vzhodu. Riadski vrtovi, natančneje, verjetno izvirajo iz perzijske arhitekture (kjer so znani kot Čarbagh) in so postali pomembna značilnost mavrskih palač v Španiji (kot so Medina Azahara, Aljafería in Alhambra). V Maroku je bil najzgodnejši znani primer pravega riadskega vrta (s simetrično štiridelno delitvijo) najden v palači Almoravidov, ki jo je zgradil Ali ibn Jusuf v Marakešu v začetku 12. stoletja, poleg tega, kar je danes mošeja Kutubija.
Osredotočenost maroške hišne arhitekture navznoter so morda delno spodbudile vrednote islamske družbe, ki je poudarjala zasebnost in spodbujala ločevanje med zasebnimi družinskimi prostori – kjer so ženske na splošno živele in delale – ter pol javnimi prostori, kjer so sprejemali zunanje goste. Kljub temu so bile predislamske tradicije domače arhitekture v Sredozemlju in Afriki tudi pri izvoru tega modela. Ta dva dejavnika sta verjetno skupaj prispevala k temu, da je hiša ob dvorišču postala skoraj univerzalen model tradicionalnih maroških hiš. Ni jasno, v kolikšni meri so maroške riade in hiše navdihnili modeli, ki so jih uvozili priseljenci iz Al Andaluza ( današnja Španija), kjer se je ohranilo tudi veliko zgodnjih primerov, ali v kolikšni meri so se razvili lokalno vzporedno z andaluzijskimi različicami. Gotovo pa je, da je med deželama na obeh straneh Gibraltarskega preliva zgodovinsko obstajal tesen kulturni in geopolitični odnos in da so bile na primer palače v Granadi podobne tistim v Fesu v istem obdobje.

## Hišna arhitektura do 16. stoletja
Številni zgodovinski meščanski dvorci so preživeli po vsej državi, večinoma iz alavijskega obdobja, nekateri pa segajo še v obdobja Marinidov ali Saadijcev v Fesu in Marakešu. V Fesu je v začetku 20. stoletja eno bogato okrašeno hišo iz začetka 14. stoletja (zgodnje marinidsko obdobje) preučil in dokumentiral Alfred Bel, preden so jo lastniki porušili. Zgrajena je bila iz opeke, njena oblika in okras pa sta bili zelo podobni marinidskim medresam, zgrajenim v Fesu v istem obdobju, kar je razkrilo skupni okrasni repertoar in obrt med medresami in domačo arhitekturo. Poleg tega je bila celotna postavitev primerljiva z muslimanskimi hišami v Granadi in je pokazala številne klasične značilnosti srednjeveških maroških hiš, ki se pogosto ponavljajo v poznejših primerih. Imela je osrednje kvadratno dvorišče, obdano z dvonadstropno galerijo, iz katere so se v obeh nadstropjih na vse strani odpirale sobe. Prostori so bili široki, vendar ne zelo globoki, da bi ohranili celoten kvadratni tloris stavbe z dvoriščem v središču. Glavni prostori so se odpirali skozi visoka obokana vrata z lesenimi dvojnimi vrati. Nad temi vrati v pritličju so bila okna, ki so prepuščala svetlobo z dvorišča v sobe zadaj. Čeprav ni bilo popolnoma simetrično, je vsako pročelje dvoriščne galerije sestavljalo visok, širok osrednji lok in dva ozka stranska loka. Ta ureditev je povzročila skupino treh stebrov na vsakem vogalu dvorišča. Vrh osrednjih lokov v galeriji v spodnjem nadstropju je namesto okroglega loka sestavljala dvoslojna ali kornata lesena preklada, manjša stranska loka pa sta bila okrogla in precej krajša. Navpični prostori nad stranskimi loki so bili zapolnjeni z okrašenim štukaturnim okrasjem na podlagi motiva sebka, podobno nekaterim okrašenim površinam v marinidskih medresah v mestu. Spodnji deli opečnih stebrov so bili prekriti z zellij ploščicami. V galeriji v zgornjem nadstropju so bili osrednji oboki okrogli, njihovi nadstropji pa so bili zapolnjeni z istovrstnim štukaturnim okrasjem. Dva manjša loka na obeh straneh sta imela podobno obliko. Lesene preklade nad loki so bile izrezljane z rastlinskimi motivi in cvetličnimi kufskimi črkami. Čeprav hiše zdaj ni več, so deli njenega štukaturnega okrasja ohranjeni v muzeju Dar Batha v Fesu.:313–314
Po rušenju te zgodnje dokumentirane srednjeveške hiše sta Henri Terrasse in Boris Maslow proučevala drugo hišo iz obdobja Marinidov (verjetno 14. stoletje), znano kot Dar Sfairia ali Dar al-Fasiyin, podobne oblike, a skromnejšo. Tudi to so porušili konec 20. stoletja. Jacques Revault, Lucien Golvin in Ali Amahan so od takrat preučevali več drugih hiš, ki morda izvirajo iz dobe Marinidov ali dobe Saadijev v svoji študiji hiš v Fesu. Vse imajo variacije iste splošne oblike kot hiša, ki jo je preučeval Alfred Bel: osrednje kvadratno dvorišče, obdano s prostori, ki so se odpirali skozi visoka obokana vrata, včasih z okni nad vrati v pritličju in pogosto za dvonadstropno galerijo. Medtem ko ima večina hiš enostavnejšo razporeditev enega stebra na vogalih galerije, imajo večji dvorci, kot sta Dar Lazreq (v lasti družine Lazreq od 19. stoletja) in Dar Demana (zgradila ga je družina Ouazzani), skupine treh stebrov na vsakega vogala (skupaj za dvanajst stebrov), ki ponavljajo motiv galerije z velikimi osrednjimi odprtinami, obrobljenimi z manjšimi loki. Povsod so običajne lesene preklade, ki v galerijah tvorijo loke z zavihki, včasih izrezljane z rastlinskim ali epigrafskim okrasjem, včasih pa podpirajo okrašene zanke iz štukature. Dar Lazreq, ki verjetno izvira iz 15. ali 16. stoletja, ima enako vrsto štukaturnega okrasja na osnovi sebka v prostorih nad majhnimi stranskimi loki dvoriščne galerije. Dar Demana, ki sega v slog marinidskega obdobja, a je bila morda ustanovljena že prej, se dodatno odlikuje po kratkem razglednem stolpu (menzeh) na strešni terasi, ki lastnikom omogoča boljši pogled na mesto. Ta menzeh je bil značilnost nekaterih dvorcev v Fesu in Marakešu. Meji ga tudi ločen vrt riad, značilnost, ki prej ni bila pogosta v arhitekturi Fesa. Tako Dar Demana kot Dar Lazreq sta bila  v 2010-ih obnovljena.
Najstarejše ohranjene hiše v Marakešu izvirajo iz obdobja Saadijcev v 16. in začetku 17. stoletja. Številne takšne hiše še danes stojijo v različnih stopnjah ohranjenosti. Med njimi so Dar Cherifa (prej znana kot Dar Ijimi), Dar al-Mas'udiyyin (delno uničena) in Dar al-Masluhiyyin (obnovljena in zdaj znan tudi kot Ksour Agafay). Muzej Mouassine vsebuje tudi primer obnovljene douirije iz obdobja Saadi ali apartmaja za goste v zgornjem nadstropju. Zlasti Dar Cherifa in Dar al-Mas'udiyyin imata zelo bogato dekoracijo, ki je zelo podobna štukaturi in leseni dekoraciji medrese Ben Jusufa, kar kaže, da sta bili verjetno zgrajeni približno v istem času (druga polovica 16. stoletja). Nadaljujejo tradicionalne oblike prejšnjih marinidskih hiš z dvanajststebrno dvoriščno razporeditvijo, izrezljanimi lesenimi prekladami v galerijah in izrezljano štukaturno dekoracijo z motivi sebka okoli ali nad oboki. Za razliko od hiš v Fesu pa so galerije sestavljene iz samo enega visokega nivoja. V nekaterih primerih je drugo nadstropje prostorov integrirano za zgornjimi fasadami galerij. Velike osrednje odprtine galerij ponovno omogočajo neoviran pogled na visoka okrašena vrata, ki vodijo v okoliške prostore. V teh hišah v Marakešu so ta formalna vrata še bolj okrašena in sestavljena iz lokov z muqarnas izklesanimi intrados.

## Hišna arhitektura po 16. stoletju
Učenjak iz dvajsetega stoletja George Marçais je v svojem pregledu arhitekture v regiji razdelil arhitekturo kasnejših maroških hiš v tri splošne kategorije: hiše Fesa, Meknesa in severnega Maroka; hiše Marakeša in južnega Maroka; in hiše v Rabatu, Saléju in zahodnih obalnih mestih.[3]: 398, 403